# Stazione di Rho Fiera
A Stazione di Rho Fiera egy átmenő vasútállomás Olaszországban, Lombardia régióban, Rhóban.

## Vasútvonalak
Az állomást az alábbi vasútvonalak érintik:
- Domodossola–Milánó-vasútvonal
- Torino–Milánó nagysebességű vasútvonal
- Torino–Milánó-vasútvonal

## Kapcsolódó állomások
A vasútállomáshoz az alábbi állomások vannak a legközelebb:
- Stazione di Milano Certosa (Stazione di Milano Centrale, Stazione di Treviglio, Domodossola–Milánó-vasútvonal, S6, Line S5)
- Stazione di Rho (Stazione di Domodossola, Stazione di Varese, Domodossola–Milánó-vasútvonal, Line S5)
- Stazione di Rho (Stazione di Novara, S6)
- Stazione di Milano Certosa (Chiasso vasútállomás, S11)
- Stazione di Rho (Stazione di Rho, S11)